# Micrastur gilvicollis
Micrastur gilvicollis là một loài chim trong họ Falconidae.